# 大列奇耶區

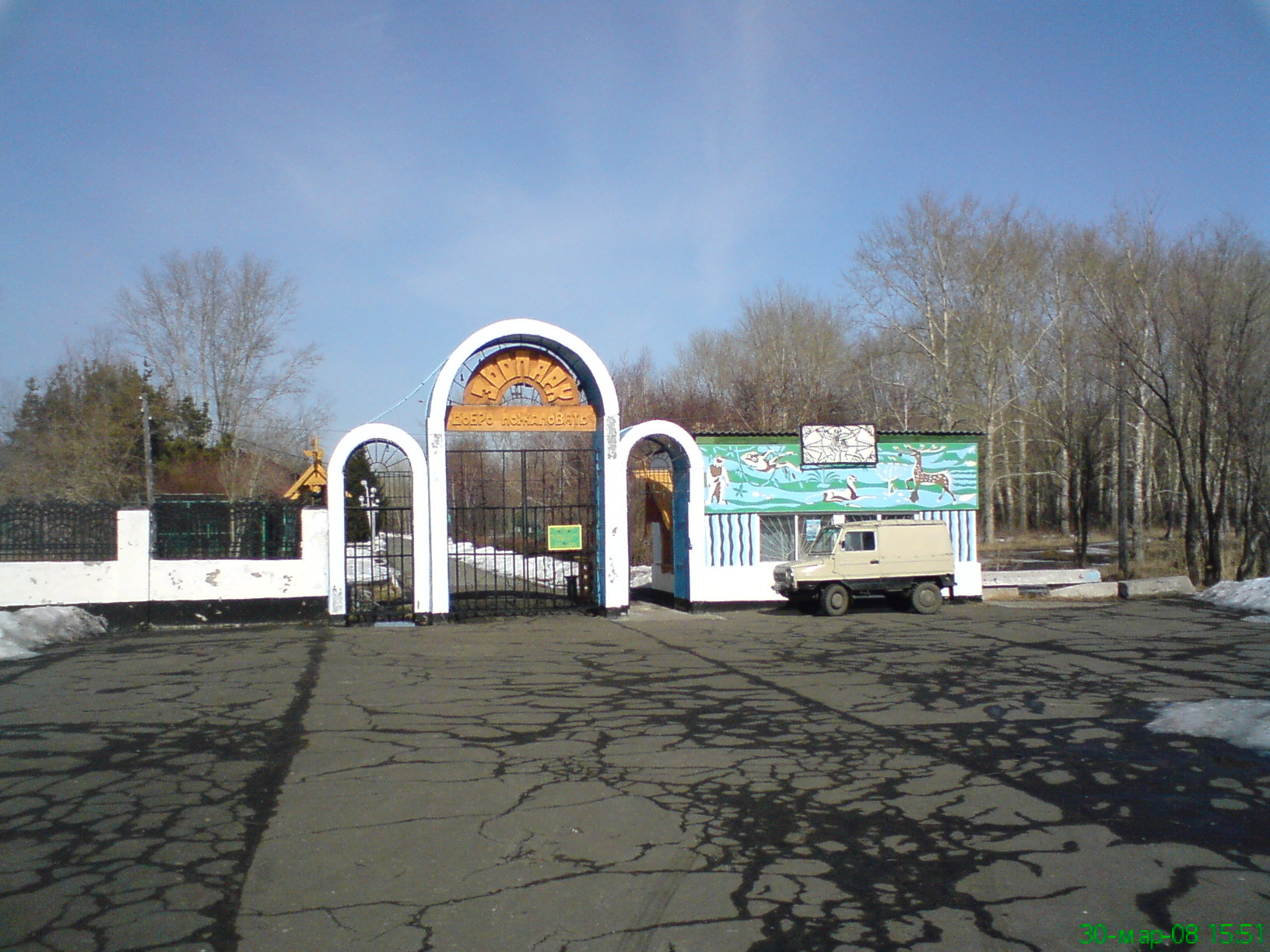

56°05′45″N 74°37′24″E / 56.09583°N 74.62333°E
大列奇耶區（俄语：Большереченский район），是俄羅斯的一個區，位於該國西南部，由鄂木斯克州負責管轄，面積4,300平方公里，2010年人口28,486，人口密度每平方公里6.62人。